# توم ميلر (لاعب كرة قاعدة)
توم ميلر (بالإنجليزية: Tom Miller) هو لاعب كرة قاعدة أمريكي، ولد في 1850 في فيلادلفيا في الولايات المتحدة، وتوفي بنفس المكان في 29 مايو 1876.

## وصلات خارجية
- توماس ميلر على موقعبيزبول رفرنس.كوم (الدوري الرئيسي) (الإنجليزية)